# JKビジネス
JKビジネス（ジェーケービジネス）とは、女子高校生等であることを売りにして、見知らぬ男性と会話や占い、ゲームなどをする、飲食しながら会話やゲームをする、散歩をする、個室でマッサージや添い寝をするなどしてお金をもらう仕事である。

## 概要
2006年頃から、東京都の秋葉原でメイド喫茶に代わる業態、又はそのバリエーションとして、女子高生の制服を着た店員が『リフレクソロジー』という、簡易マッサージをしてくれる「JKリフレ」が誕生した。「JKリフレ」は東京都の新宿、池袋、渋谷や大阪府の日本橋にも広がっている。「JKリフレ」はマッサージの際の密着感が売りになっており、マッサージだけでなく個室で2人きりで会話を楽しめ、膝枕、耳かき、添い寝等もサービスに含まれている。
「JKリフレ」は、風俗店や飲食店ではないので、許可や届出は不要である。マッサージ店を開業する場合は、あん摩マッサージ指圧師の国家資格が必要だが、リフレサービスが本来的なマッサージ行為といえるかどうかは曖昧で、従業員が国家資格なしで行っている。「JKリフレ」は風俗店ではないことから、18歳未満の少女を雇用しても風俗営業法違反にはならない。そのために18歳未満の女子を含めた本物の女子高生が多く従業しており、そのことを売りの一つとしている店もある。
18歳未満の女子雇用については、労働基準法が規定する18歳未満の労働者に対する禁止事項である「深夜労働」「時間外労働」「休日労働」をさせなければ、問題ないと解釈されている。
「JKリフレ」の客である男性が、少女からの密着なサービスを究極的に求めることによって、女性従業員への性行為や性的類似行為とつながりやすく、また従業員である少女らも他のアルバイトと比較して、手軽に大金が稼げるなどの理由で従事しており、脱法風俗店となっている。前述の通り風俗営業法違反ではないとして、18歳未満の少女が脱法風俗店で従事している状態のため、児童買春やストーカー犯罪の温床になっていると問題視する意見もある。また、ノルマを与えている店もあり、それが路上での強引な客引きにつながる事例があることを問題視する意見もある。
また、「JKリフレ」が警察から摘発されたことを受けて、女子高生に制服や水着などの衣装を着させて、二人きりで撮影ができる「JK撮影会」という新たな形態も誕生している。これも「JKリフレ」と同様に、風俗営業法の適用を受けないため、18歳未満の少女が従事している。学校の教室や女子高生の私室をイメージした撮影スペースで行われ、男性客の指示によって、水着で性的な意味合いを持ったポーズやスカートの中の下着を見せるポーズを18歳未満の少女に取らせており、児童ポルノ等の犯罪の温床になっているという意見もある。
日本の警察からも問題視されており、「JKリフレ」や「JK撮影会」や「JK見学店」が、18歳未満の従業員に対する労働基準法違反（危険有害業務）や児童福祉法違反（有害支配行為）や児童ポルノ禁止法違反（児童ポルノ製造）や興行場法違反（無許可営業）で摘発された例もある。
しかし、「JKリフレ」や「JK撮影会」のような個室ではなく、女子高生と一緒に散歩ができるという触れ込み（事実上の店外デート）で、二人きりでカラオケボックスや漫画喫茶などに行くサービスの「JKお散歩」という新たな業態の店が誕生している。これも「JKリフレ」「JK撮影会」と同様、風俗営業法の適用を受けないため、18歳未満の少女が従事しており、児童買春等の犯罪の温床になっていることや、路上での強引な客引き行為が問題視されている。
2013年4月以降、警察は「JKリフレ」「JK撮影会」「JKお散歩」等の「JKビジネス」に従事している17歳以下の女性従業員について補導の対象とし、2014年12月から2022年3月までは18歳の女子高生である従業員についても、補導の対象としていた。このように「JKビジネス」は業態を変えた上で店が営業を続け、警察の摘発リスクを減らすために、実在する店舗を無くす「無店舗」の上、集客をインターネットにしてしまう事で、警察との摘発は、いたちごっこが続いている。
2014年には、アメリカ合衆国国務省がレポートを纏めた『人身売買に関する年次報告書』において、日本の「JKお散歩」が性目的の人身売買（援助交際）の例として取り上げられた。
2015年3月には、愛知県が青少年保護育成条例の改正という形で、JKビジネスを「有害役務営業」と位置付けて、18歳未満による接客を禁じ、有害役務営業をしている店舗には行政が立ち入り調査し、違反があれば営業停止命令を出し、停止命令違反者は1年以下の懲役又は50万円以下の罰金を科される内容を盛り込む条例『JKビジネス包括的規制条例』が制定され、7月1日に施行された。
2016年（平成28年）から内閣府男女共同参画会議女性に対する暴力に関する専門調査会（会長：辻村みよ子明治大学教授）において有識者や警察庁等の関係省庁へのヒアリング等が行われ、2017年（平成29年）には、さらなる実態把握や取締りの強化等を今後の課題とする報告書が提出された。
2017年（平成29年）3月には、警視庁の有識者懇談会（座長：藤原静雄中央大学教授）の提言を受け、東京都がJKビジネスを「特定異性接客営業」と位置付けて、18歳未満による接客を禁じ、店舗には行政が立ち入り調査し、違反があれば営業停止命令を出し、停止命令違反者は1年以下の懲役又は50万円以下の罰金を科される内容を盛り込む新条例「特定異性接客営業等の規制に関する条例」が制定され、7月1日に施行された。また条例施行規則では「特定異性接客営業」における「青少年が客に接する業務に従事していることを明示し、若しくは連想させるものとして東京都公安委員会規則で定める文字、数字その他の記号」が規定され、対象となる営業所の名称は条例の規制対象となる。
警察庁によると、2022年12月末時点でJKビジネスを行っている全国の店舗数（無店舗型も含む）は119件あり、78件が接触型（リフレ、マッサージ）、18件が飲食遊興型、14件がガールズバー、6件が観賞型（観賞と撮影）、3件が接待型（ゲームや占い）であった。店舗の数のうち70％が東京にあり21％が大阪にあった。東京では30％が池袋、20％が秋葉原、10パーセントが新宿にあった。ただし、公表された店舗数は実際に女子高校生が接客している店舗数ではなく、女子高校生などが接客していると宣伝している店舗数である